# Piramida lui Menkaura

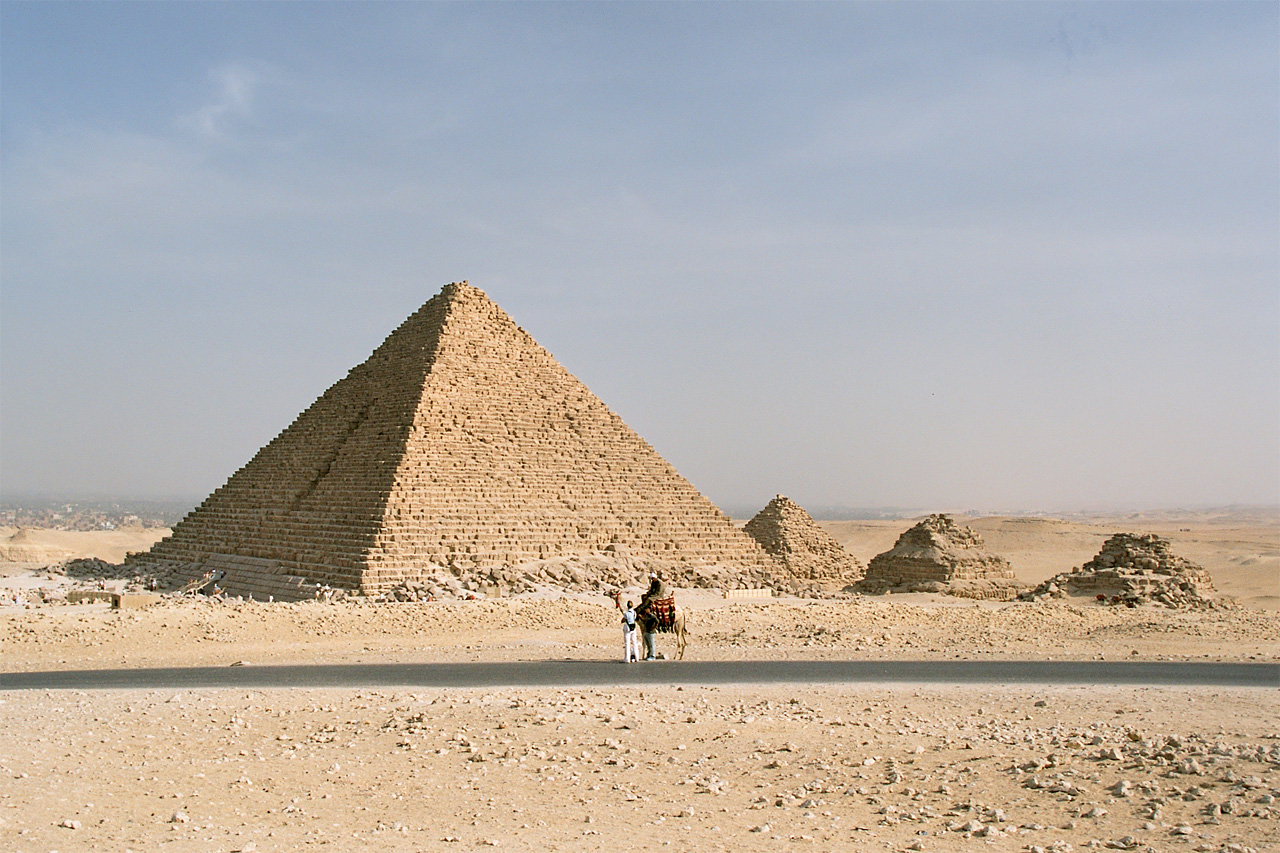
Piramida lui Menkaura (Mykerinos)

Piramida lui Menkaura (Piramida lui Mykerinos în greacă), este situată pe Platoul Gizeh, la sud-vest de orașul Cairo, Egipt, și este cea mai mică dintre cele trei piramide de la Giza.

## Vechime
Piramida a fost finalizată în secolul al XXVI-lea î.Hr, în timpul faraonului Menkaura (cca. 2620 î.Hr.–2480 î.Hr.) din a IV-a Dinastie Egipteană.

## Construcție
Piramida lui Menkaura a avut o înălțime inițială de 65,5 m și a fost cea mai mică dintre cele trei piramide din necropola Giza. În prezent se ridică la 61 m înălțime, latura bazei (pătrate) având 108,5 m. Unghiul său de înclinare este de aproximativ 51° 20' 25".
Piramida a fost construită din calcar și granit.

## Sarcofagul
Richard William Howard Vyse, care a vizitat  Egiptul în 1835, a descoperit în anticamera de sus un sicriu de lemn  inscripționat cu numele lui Menkaura și care conținea oase umane.
Mai adânc în piramidă, el a descoperit un frumos sarcofag din bazalt, bogat în detalii, pictat foarte colorat. Din păcate, acest sarcofag  se află în Marea Mediterană, fiind scufundat la 13 octombrie 1838, împreună cu  nava Beatrice, pe drumul spre Marea Britanie.

## Interior
Pereții sunt pictați, plini de hieroglife etc.

## Exterior
Piramida avea vârful din aur, iar pereții exteriori erau albi.

## Tentativa de demolare

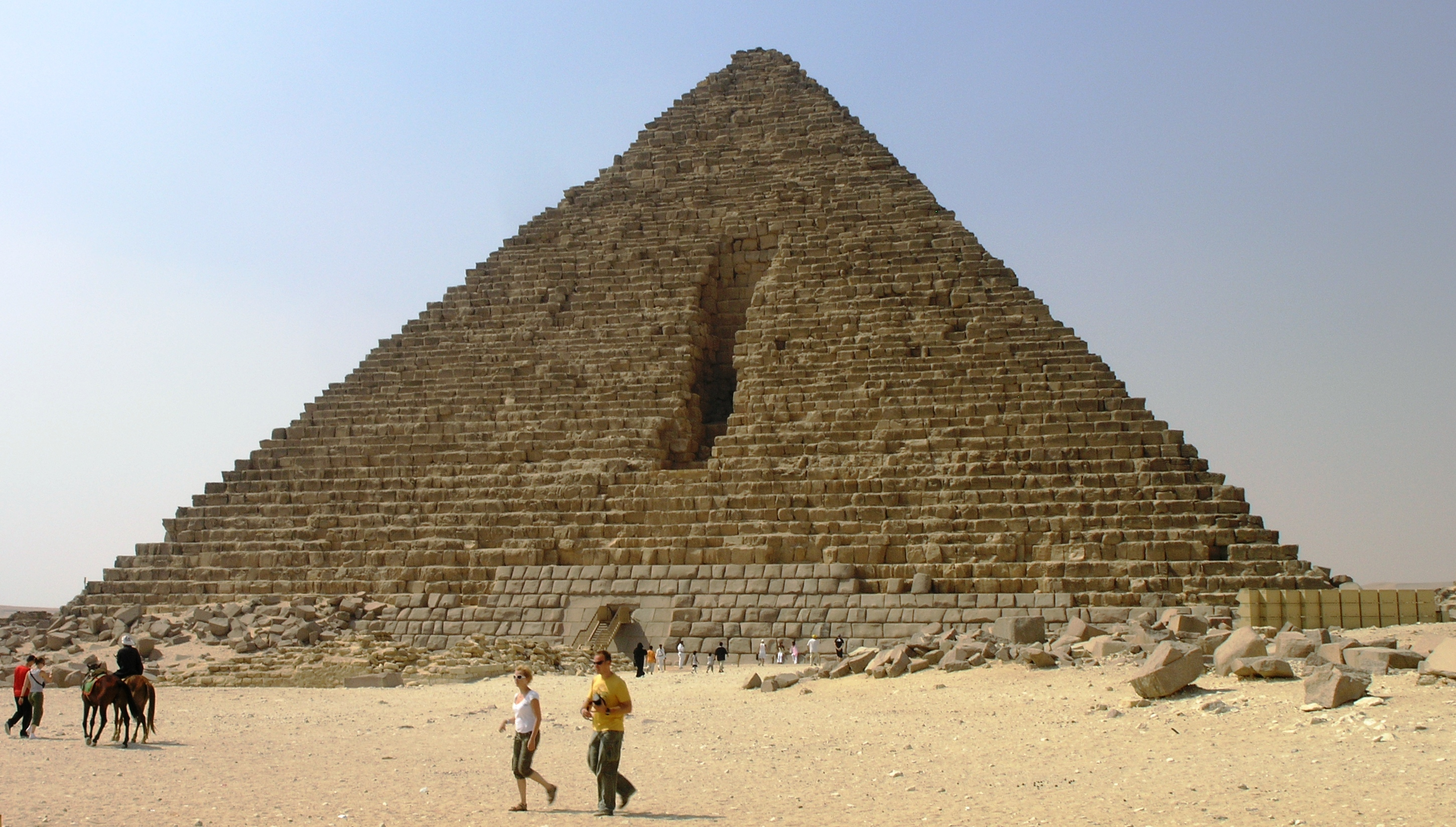
Gaura lăsată în piramidă.

La sfârșitul secolului al XII al-Malek al-Aziz Othman ben Yusuf, fiul și moștenitorul lui Saladin, a încercat să demoleze piramidele, începând cu cea lui Menkaura. Lucrătorii pe care Al-Aziz a recrutat pentru a distruge piramida au rămas la locul lor de muncă timp de opt luni, dar și-au dat seama că este aproape la fel de costisitor distrugerea cât construirea. Au reușit să elimine numai una sau două pietre în fiecare zi. Unii au folosit pene și pârghii pentru a muta pietrele, în timp ce alții au folosit frânghii pentru a le trage în jos. Când cădea o piatră, era îngropată de nisip, necesitând eforturi ulterioare pentru a o elibera. Se foloseau pene  pentru a tăia pietrele în mai multe bucăți, care cu un cărucior erau duse la poalele piramizii, unde erau lăsate. Din cauza unor astfel de condiții, lucrările au fost abandonate, lăsând doar o mare gaură verticală în latura nordică.